# Dorcadion optatum
Dorcadion optatum är en skalbaggsart. Dorcadion optatum ingår i släktet Dorcadion och familjen långhorningar.

## Underarter
Arten delas in i följande underarter:
- D. o. optatum
- D. o. matthieseni
- D. o. toropyginae
- D. o. kadyrbekovi
- D. o. terminum